# Игарапе (Минас-Жерайс)
Игарапе (порт. Igarapé) — муниципалитет в Бразилии, входит в штат Минас-Жерайс. Составная часть мезорегиона Агломерация Белу-Оризонти. Входит в экономико-статистический микрорегион Белу-Оризонти. Население составляет 31 524 человека на 2007 год. Занимает площадь 110,08 км². Плотность населения — 286,8 чел./км².
Праздник города — 1 марта.

## История
Город основан 1 марта 1963 года.

## Статистика
- Валовой внутренний продукт на 2003 год составляет 120 533 591,00 реалов (данные: Бразильский институт географии и статистики).
- Валовой внутренний продукт на душу населения на 2003 год составляет 4235,49 реалов (данные: Бразильский институт географии и статистики).
- Индекс развития человеческого потенциала на 2000 год составляет 0,753 (данные: Программа развития ООН).

## География
Климат местности: горный тропический.